# Werner Buchwalder
Werner Buchwalder (Kleinlützel, 5 luglio 1914 – Dornach, 5 maggio 1987) è stato un ciclista su strada svizzero.
Vinse il Meisterschaft von Zürich nel 1936.

## Carriera
Si piazò e salì, in diverse occasioni, sui podi delle principali corse in linea del panorama elvetico quali Meisterschaft von Zürich, Tour du Lac Léman, Nordwest-Schweizer-Rundfahrt e campionati nazionali.
Nel 1941 perese il Tour de Suisse, che si disputava sulla distanza di tre tappe, ed in cui vinse la prima frazione che prevedeva l'arrivo a Lugano, da Josef Wagner.
Anche suo fratello minore Edgar fu un ciclista professionista.

## Palmarès
- 1935 (Individuale, una vittoria)

2ª tappa Tour de Suisse (Sankt Moritz > Lugano)
- 1936 (Individuale, una vittoria)

Meisterschaft von Zürich
- 1937 (Individuale, una vittoria)

Tour du Lac Léman
- 1941 (Individuale, una vittoria)

2ª tappa Tour de Suisse (Zurigo > Losanna)

### Altri successi
- 1936 (Individuale, una vittoria)

Criterium di Leibstadt
- 1938 (Olyimpia, una vittoria)

Grand Prix von Basel (Criterium)
- 1940 (Individuale, una vittoria)

Criterim di Zurigo

## Piazzamenti

### Competizioni mondiali
- Campionati mondiali

Floreffe 1935 - In linea dilettanti: 4º